# Frenilectomía
La frenilectomía es un procedimiento quirúrgico odontológico por el cual se elimina una brida o frenillo que une la lengua o el labio inferior a la encía, afectando a la posición dentaria, protésica o a la movilidad lingual o labial. La frenilectomía más común se realiza corrigiendo el frenillo lingual para solucionar un problema de anquiloglosia. También existen frenillos laterales que pueden estar implicados en una mala retención protésica. La frenilectomía es una técnica que se engloba dentro de la denominada cirugía preprotésica.
También consiste en el corte del frenillo del pene, aunque esta práctica se suele denominar frenectomía.

## Técnicas
Se trata de una banda de tejido fibromucoso que se inserta entre la cresta alveolar y el labio superior. Su exéresis depende de los condicionantes ortodóncicos. En el paciente edéntulo, es decir, con pérdida ósea progresiva en lo maxilares que dificulta la restauración funcional y estética, pueden aparecer molestias y ulceración, con dificultades en cuanto a la retención de la prótesis. Las técnicas que se aplican son tres:
- Escisión romboidal: tras infiltrar con anestesia local, se colocan dos pinzas de mosquito que sujetan el frenillo, una desde arriba y la otra desde abajo. A continuación, con bisturí, se secciona el frenillo siguiendo las ramas de las pinzas de mosquito. El sector superior de la herida resultante se cierra de la forma habitual, mientras que el sector inferior se deja cicatrizar por segunda intención.
- Plastia en Z: tras infiltración con anestesia local, se incide verticalmente el frenillo, practicando dos incisiones laterales oblicuas que forman un triángulo. Estos dos triángulos son disecados, procediéndose a su transposición. Finalmente se suturan de la forma habitual.
- Plastia en V-Y: se produce, de igual manera, una infiltración con anestesia local y punto de tracción en el labio superior. Después se realiza una incisión triangular en V y una exéresis de la banda fibrosa. El cierre de la herida será en forma de Y, lo que permite un aumento de la longitud del vestíbulo labial.